# 李仲熊
李仲熊（？年—？年），號滄嶠，直隶永年縣人。明朝政治人物。

## 生平
天啓七年（1627年）中举，崇祯四年（1631年）辛未科進士。礼部观政，八年授中书舍人，十二年任陕西乡试副主考官。
明亡仕清，官御史，巡按广西。后任兵部武选司员外郎，顺治五年为山东乡试考试官，六年二月，升湖广按察使司佥事、管分守上湖广道参议事，七年七月坐规避不赴任，被削职为民。

## 家族
祖父李德性，万历十三年举人，官仪封知县。父李韞秀，万历二十五年举人，官至户部主事。子李帅正，字子臨，以孝稱，康熙庚辰進士。